# Hans Juergen Kremer
Hans Juergen Paul Kremer ist ein deutscher Ethnologe und Altamerikanist und ehemaliger Oberst der Bundeswehr.

## Leben
Kremer diente von 1958 bis 1990 32 Jahre lang bei der Bundeswehr. Dabei war er von 1980 bis 1986 Referent im Führungsstab der Luftwaffe für atomare Mittelstreckensysteme und beschäftigte sich in dieser Funktion insbesondere mit Pershingraketen. Er wurde mit dem Legion of Merit und dem Ehrenkreuz der Bundeswehr in Gold ausgezeichnet. 1990 wurde er aus gesundheitlichen Gründen entlassen. 
Nach seinem Dienst bei der Bundeswehr wurde Kremer wegen eines Erpressungsversuchs gegen das Unternehmen Messerschmitt-Bölkow-Blohm angeklagt. Bei dem in München stattfindenden Prozess wurde er von Martin Amelung verteidigt und freigesprochen.
Noch während seiner Zeit bei der Bundeswehr begann Kremer in Hamburg ein Studium der Völkerkunde, Religionswissenschaft und Geographie und spezialisierte sich auf die Maya-Kultur. 2013 promovierte Kremer an der Universität Hamburg mit der Arbeit Religion heisst Dienst an den Göttern. Eine kultur- und religionswissenschaftliche Untersuchung zu den Grundlagen des mesoamerikanischen Polytheismus.

## Veröffentlichungen
- 2013. Religion heisst Dienst an den Göttern. Eine kultur- und religionswissenschaftliche Untersuchung zu den Grundlagen des mesoamerikanischen Polytheismus. Dissertation, Universität Hamburg.